# Skanzen Szentendre
Skanzen Szentendre (doslova Szentenderské muzeum pod širým nebem, maďarsky Szentendrei Szabadtéri Néprajzi Múzeum) je ukázkou tradiční lidové architektury oblasti dunajského ohbí (maďarsky Dunakanyár). Nachází se v severozápadní části města Szentendre, na adrese Sztaravodai út 42 mezi místními částmi Sztaravoda a Izbég v podhůří pohoří Pilis.
Muzeum bylo založeno v roce 1967 jako součást budapešťského etnografického muzea. V roce 1972 se osamostatnilo. Rozsáhlý areál o rozloze 50 ha zahrnuje stavby odpovídající lidové architektury severní částí bývalého Uherska (včetně oblasti současného Slovenska a Sedmihradska). Celkem je muzeum rozdělené do deseti tematických sekcí a zahrnuje 340 budov, včetně větrného mlýna, náhrobních kamenů z Budínského hřbitova, německého domu z okolí Šoproně, nebo třeba dřevěného kostela.
Mimo jiné je součástí areálu také muzejní železnice, postavneá na přelomu 20. a 21. století. Od roku 2009 spojuje vlak na pěti zastávkách různé muzejní regiony v délce více než 2,2 kilometru.